# エドワード・フレドキン

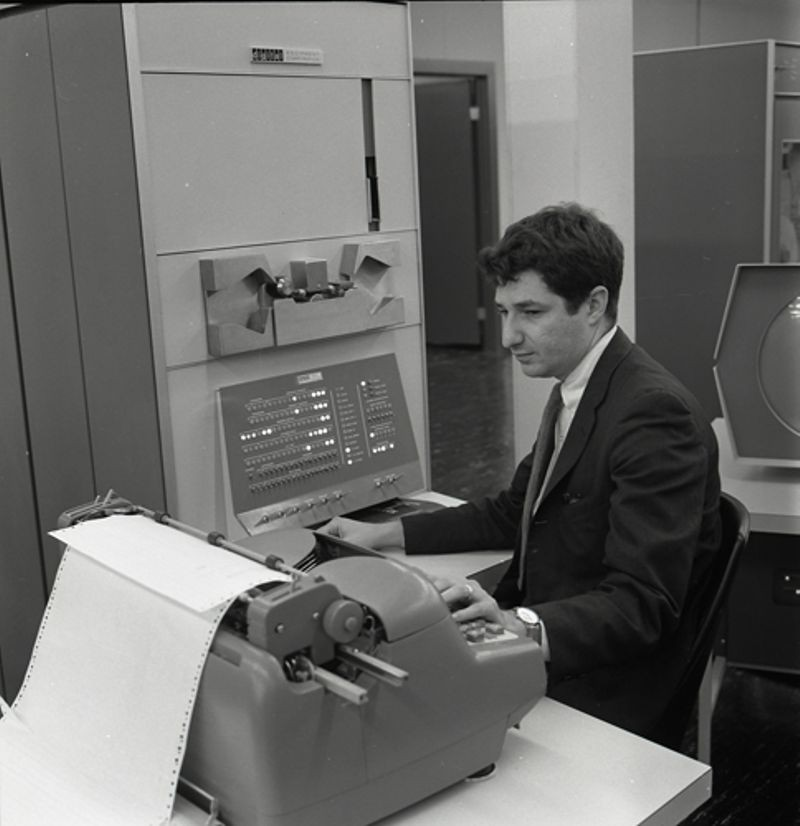
1960頃

エドワード・フレドキン（英: Edward Fredkin、1934年 - 2023年6月13日）は、計算機科学者、物理学者である。理論計算機科学の分野、特に可逆計算とセル・オートマトンでの業績が知られている。デジタル物理学の先駆者の1人でもあるが、近年のworkでは「デジタル哲学」という語を使っている。フレドキンの考案した可逆計算ゲートであるフレドキンゲートは、コンラート・ツーゼが可逆計算の重要性を示唆した著書 Calculating Space（1969年）において、可逆計算を実装する基盤として引用されている。

## 経歴
カリフォルニア工科大学を1年で退学し、19歳でアメリカ空軍に入隊しジェット戦闘機のパイロットになった。コンピュータに関わるようになったのは、1956年に空軍の命によってリンカーン研究所で働くようになってからである。1960年代初期にはBBNで働き、PDP-1のアセンブラを開発した。
1968年、マサチューセッツ工科大学で教授として勤務。1971年から1974年まで、Project MAC の責任者を務めた。その後1年間カリフォルニア工科大学でリチャード・P・ファインマンと共に働き、ボストン大学では6年間物理学の教授を務めた。後にカーネギーメロン大学でも教授を務め、MITの客員教授も務めた。
Information International Inc. を創設し、様々な企業のCEOも務めている（Information International、Three Reviers Computer Corporation、New England Television Corporation など）。
フレドキンは、ハードウェアからソフトウェアまで、コンピュータに関する広範囲な興味を持っていた。彼の発明したものとして、トライ木（データ構造）、フレドキンゲート、ビリヤードボールコンピュータなどがある。コンピュータビジョン、コンピュータチェスなどの人工知能研究も行った。また、計算の物理学的側面と物理現象の計算モデルという問題の理論的交差についても研究した。最近では、物理学の基本的保存則に基づいた Salt という計算モデルを開発した。
フレドキンの経歴とその理論の平易な説明が1988年に出版された本 Three Scientists and Their Gods（Robert Wright）にある。
1983年/1984年ディクソン賞科学部門受賞。
2023年6月13日に死去。88歳没。